# دی آنین
دی آنیِن (به انگلیسی: The Onion) یک هفته نامه فکاهی و طنز آمریکاییست. این نشریه به‌طور روزانه بر روی اینترنت منتشر می‌شود.
این نشریه که تیراژ ۷۱۰٬۰۰۰ نسخه دارد، بسیار محبوب دانشجویان آمریکایی در سالهای اخیر بوده‌است.
د آنیون (که بمعنای پیاز است)، نخست توسط دو دانشجو از دانشگاه ویسکانسین در سال ۱۹۸۸ چاپ گردید، و امروزه در انگلستان هم فروش دارد.

## نگارخانه

نشان‌واره هفته‌نامه